# Нікодемс Ранцанс
Нікодемс Ранцанс (латис. Nikodems Rancāns; 15 вересня 1870, Міглініекі, Зальмуйжська волость, Резіцький повіт, Вітебська губернія, Російська імперія — 1933, Резекне, Латвія) — священик, громадський діяч, педагог, літератор.

## Біографія
З 1920 по 1929 жив в Прейлі. З 1923 по 1929 директор Аглонській гімназії.
У 1924 присвоєно титул монсеньйора.
З 1928 по 1929 директор Новоаглонської гімназії. З 1929 — професор семінарії в Ризі.

## Нагороди
- Орден Трьох зірок.

## Книги
- «Ceļojums pa Latgolu»
- «Kungs Tvardovskis»
- «Latvijas vēsture» (1-а частина була видана в Ризі, 2-а — в Даугавпілсі)
- «Ābece»